# Ломен, Фёдор Яковлевич
Фёдор Яковлевич Ломен (нем. Friedrich Wilhelm von Lohmann; 1753—1822) — вице-адмирал, директор Балтийского штурманского училища и начальник Ревельской эскадры.

## Биография
Родился 26 мая (6 июня) 1753 года. Первоначальное образование получил в Морском кадетском корпусе, из которого был выпущен гардемарином 10 декабря 1769 года и 12 марта 1771 года произведён в чин мичмана.
В 1772 году совершил плавание на линейном корабле «Чесма» из Ревеля в Ливорно и в Архипелаг, а затем на корабле «Победа» принял участие в сражении в Лепантском заливе и в 1773—1775 годах был в крейсерстве в Архипелаге.
По возвращении в Россию в 1777 году, Ломен был произведён в лейтенанты и назначен командиром яхты «Петергоф», вошедшей в состав судов, посланных к Берёзовым островам по случаю приезда шведского короля. Командированный в 1778 году в Англию, Ломен поступил в качестве волонтёра в британский военный флот, с которым совершил в 1779 году плавание у берегов Вест-Индии.
Вернувшись в Россию в 1780 году, он был в кампании на придворной яхте «Екатерина», а затем был командирован из Санкт-Петербурга в Лиссабон курьером к начальнику находившейся там эскадры, бригадиру Н. Л. Палибину. В 1782—1784 годах, будучи в составе эскадры вице-адмирала В. Я. Чичагова, он плавал на корабле «Святослав» от Кронштадта до Ливорно и обратно; в 1783 году он был произведён в капитан-лейтенанты. 26 ноября 1785 года Ломен был награждён орденом Святого Георгия 4-й степени (№ 443 по кавалерскому списку Григоровича — Степанова).
Во время шведской кампании 1788—1789 годов, командуя фрегатом «Подражислав», Ломен принял сначала участие в Гогландском сражении, а затем, перейдя на фрегат «Брячислав», был в крейсерстве с флотом в Балтийском море и участвовал в Эланском сражении. После того, войдя в состав отряда капитана Тревенена, был у Паркалаута и участвовал в сражении при овладении Барезундским проходом. В чине капитана 2-го ранга, командуя тем же фрегатом, Ломен участвовал в Красногорском и Выборгском сражениях и 30 мая 1790 года за отличие был награждён золотой шпагой с надписью «За храбрость» и орденом Святого Владимира 4-й степени.
В 1793—1797 годах, командуя линейным кораблём «Эмгейтен» в эскадре адмирала А. И. Круза, Ломен плавал сначала в Балтийском и Немецком морях, а затем совершил ежегодное плавание между Кронштадтом и Ревелем. В 1797 году, в чине капитана 1-го ранга, он плавал на том же корабле у Красной Горки с флотом под штандартом императора Павла и «за похвальное управление кораблём при эволюциях» удостоился получить орден Святой Анны 2-й степени. В 1800 году, командуя кораблём «Северный Орёл», Ломен участвовал в маневрах флота у Красной Горки в присутствии государя и был награждён орденом Святого Иоанна Иерусалимского.
Произведённый в 1803 году в контр-адмиралы и имея флаг последовательно на кораблях «Северный Орёл», «Святой Пётр», «Михаил» и на фрегате «Святой Феодосий», он плавал в эскадре адмирала Е. Е. Тета от Кронштадта в Северный Ледовитый океан и обратно. За «похвальное мореплавание» получил монаршее благоволение.
Во время кампании 1805 года Ломен, командуя дивизией кораблей и транспортных судов, плавал в шведскую Померанию с десантными войсками на остров Рюген.
В 1808 году за скорое приготовление эскадры к походу он был награждён орденом Святой Анны 1-й степени и в том же году назначен директором Балтийского штурманского училища и произведён в вице-адмиралы, а в следующем году назначен на должность начальника Ревельской эскадры.
Масон, к 1810 году член петербургских лож, затем член ревельской ложи «Изида», из которой вышел в отставку по собственному желанию в 1818—1819 годах.
Скончался 11 (23) июня 1822 года.